# Esporte Clube Lucas
Esporte Clube Lucas é uma agremiação esportiva da cidade do Rio de Janeiro, fundada a 29 de janeiro de 1956.

## História

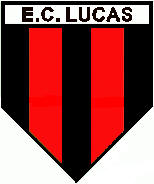
Escudo anterior

Foram exatos 30 anos de amadorismo. De 1952 a 1991 disputando amistosos. Em 1992, quando se filiou à Federação do Rio, começou uma nova fase para o clube. A partir daquele ano o clube passou a disputar o Campeonato Amador da Capital para se habilitar ao profissionalismo. Elmarino César Pereira era o presidente e Dercival Souza Pereira seu representante.
Em 1992, mesmo invicto e com o artilheiro da competição, se sagra vice-campeão de adultos, Taça José Monteiro de Freitas, do Departamento de Futebol Amador da Capital da FFERJ, ao perder a final para o União Central Futebol Clube. Ari Costa foi o primeiro treinador da equipe.
O clube de Parada de Lucas estreou nas competições profissionais, em 1993, na Terceira Divisão, ficando em quinto lugar no primeiro turno, atrás do Esporte Clube Italva, Esporte Clube Cachoeirense, Atlético Clube Apollo e Barra Futebol Clube. No segundo turno se colocou em primeiro, classificando-se para o quadrangular final. Ao final da competição foi o segundo, conquistando o vice-campeonato, ao perder o título para o Atlético Clube Apollo. Walmar Tadeu foi o treinador.
Em 1994, já na Segunda Divisão, nova nomenclatura da antiga Terceira Divisão, fica em quarto lugar na primeira fase do campeonato, sendo logo eliminado da disputa, ao ficar atrás de Heliópolis Atlético Clube, Everest Atlético Clube e Associação Atlética Colúmbia. Ari Costa voltou nesse ano a dirigir o time é colocou Tom Zé como seu auxiliar.
Em 1995, na Segunda Divisão, faz a sua melhor campanha em campeonatos, com o treinador Wolmar sagrando-se campeão ao bater o Real Esporte Clube em Três Rios.
Em 1996, a Segunda Divisão muda para Intermediária. E o Lucas, com uma boa campanha, termina em quarto na classificação final ao ficar atrás de Tio Sam Esporte Clube, Heliópolis Atlético Clube e Céres Futebol Clube. Na final o Tio Sam bateu o Real Esporte Clube e ficou com o título.
Advém um período de licenciamento que dura até 2002, quando volta às disputas da Terceira Divisão, sendo eliminado na primeira fase.
Em 2003, capitula na segunda fase. No ano seguinte é eliminado na primeira. Desde então a agremiação não tem mais disputado os campeonatos de âmbito profissional, se licenciando das competições.
Suas cores oficiais são vermelho e preto. Sua praça de esportes é um campo aberto pertencente à Marinha, o estádio Alcides Pereira. Para as partidas profissionais, em 1993, costumava utilizar-se do estádio do Olaria Atlético Clube. Em 1994 disputou o quadrangular final em São Januário e, em 1995,  no Maracanãzinho de Duque de Caxias. Em 1996 disputou a Segunda Divisão no campo do Colégio. A agremiação esteve presente nas competições enquanto era apoiada e financiada pelos comerciantes locais.

## Títulos
| Estaduais                       | Estaduais | Estaduais  | Estaduais |
| Competição                      | Títulos   | Temporadas |           |
| ------------------------------- | --------- | ---------- | --------- |
| Campeonato Carioca - 3ª divisão | 1         | 1995       |           |

### Campanhas de destaque
- Vice-campeão do  Campeonato Carioca - 4ª divisão: 1993